# 索洛特瓦河
索洛特瓦河（烏克蘭語：Солотва），是東歐的河流，位於烏克蘭和波蘭，屬於柳巴奇夫卡河的右支流，發源自沃羅布利亞欽以東，河道全長34公里，該河流域面積255平方公里。